# Estonski jezik
Estonski jezik (endonim: eesti keel) ugrofinski je jezik te službeni jezik Republike Estonije s oko 1,1 milijun izvornih govornika, uglavnom u toj državi te u susjednoj Finskoj (s oko 6000 govornika prema podacima iz u 1993.). Iako je kroz povijest bio pod utjecajem susjednih jezika švedskog, latvijskog i ruskog, s njima ne dijeli indoeuropsko podrijetlo. Postoji vrlo velika razina razumljivosti između govornika finskog i estonskog jezika.

## Karakteristike
Estonski jezik je aglutinativan sa snažnim karakteristikama flektivnih jezika odnosno analitičkog jezika. Ovo drugo je posljedica jakog utjecaja njemačkog jezika na estonski.
Skoro trećina riječiju u estonskom potječe iz germanskih jezika.
U estonskom ne postoji rod ni buduće vrijeme. Teškoća je u tome što postoji čak 14 padeža.
Estonski razlikuje tri dužine samoglasnika: kratku, dugu i produženu. Produženi fonem se u pisanju označava udvojenim slovom.
Udio samoglasnika u prosječnom tekstu na estonskom je 45%. Estonski jezik ima riječ koja je svjetski rekorder u broju ponovljenih samoglasnika: jää-äär, što znači rub leda.
Dana 16. siječnja 2009. podijeljen je na standardni estonski [ekk] i viruski [vro].

## Primjeri teksta

### Primjeri nekih češćih riječi
| Hrvatski | Estonski | Izgovor   |
| -------- | -------- | --------- |
| zemlja   | maa      | [ma:]     |
| nebo     | taevas   | ['taevas] |
| voda     | vesi     | ['vesi]   |
| vatra    | tuli     | ['tuli]   |
| muškarac | mees     | [me:s]    |
| žena     | naine    | ['najne]  |
| jesti    | sööma    | ['sø:ma]  |
| piti     | jooma    | ['jo:ma]  |
| veliko   | suur     | [su:r]    |
| malo     | väike    | ['væjke]  |
| noć      | öö       | [øø]      |
| dan      | päev     | [pæɛv]    |

### Brojevi
0 – null
1 – üks
2 – kaks
3 – kolm
4 – neli
5 – viis
6 – kuus
7 – seitse
8 – kaheksa
9 – üheksa
10 – kümme
11 – üksteist
12 – kaksteist
13 – kolmteist
20 – kakskümmend
21 – kakskümmend üks
22 – kakskümmend kaks
29 – kakskümmend üheksa
30 – kolmkümmend
90 – üheksakümmend
100 – (üks)sada
101 – sada üks
110 – sada kümme
112 – sada kaksteist
120 – sada kakskümmend
190 – sada üheksakümmend
200 – kakssada
900 – üheksasada
1000 – tuhat
1000000 – miljon
1000000000 – miljard

## Vanjske poveznice
- Estonian (14th)
- Estonian (15th)
- Estonsko-engleski rječnik (Institut za estonski jezik)
- Estonsko-englesko-estonski rječnik
- Rusko-estonski rječnik
- Estonica.org članak na temu Estonski jezik
- Francusko-estonsko-francuski rječnik.
- Naučite estonski